# Agoraea atrivena
Agoraea atrivena là một loài bướm đêm thuộc phân họ Arctiinae, họ Erebidae.